# Нетунаева, Анна Александровна
Анна Александровна Нетунаева (Куканова, Васнецова) (род. 17 августа 1961, Москва) — российская поэтесса и прозаик, в том числе, детский. Зав. секции детской литературы Московской организации литераторов Союза литераторов Российской Федерации (2009), член Союза писателей-переводчиков (СПП) (2010), член Московской городской организации Союза писателей России (СПР) (2011), член Союза литераторов Европы (2012). Награждена медалью им. А. Чехова от СПР и СПП, 2010.

## Биография
Поступила на биологический факультет Московского государственного университета им. М. В. Ломоносова на кафедру Высшей нервной деятельности, затем перешла на филологический факультет, который и окончила, защитив первую в истории кафедры русской литературы XX века дипломную работу по творчеству А. И. Солженицына.
В 1996−1997 — регулярно публиковалась в качестве внештатного корреспондента социально-культурной сферы информационно-публицистического еженедельника «События» г. Протвино.
С 1998 по 2001 — член творческой студии лирической поэзии «Орфей» им. Д. В. Веневитинова, организаторами и учредителями которого были МГУ им. Ломоносова, московское общество греков «Гостиная музы Полигимнии», Московский общественный фонд культуры. В 2000 г. награждена почетным дипломом от организаторов студии «за творческий вклад в развитие поэтического искусства».
Анна Нетунаева — автор стихов для детей и взрослых, волшебных сказок, рассказов, рецензий, которые изданы как отдельными сборниками, так и опубликованы в альманахах, сборниках и журналах «Московский Парнас», «На крыльях Пегаса», «Литературные знакомства», «Клёпа», «Наука и религия» и др. как в России, так и за рубежом.
Среди её книг поэтические сборники стихов для взрослых «Московский дождь», «От ожидания до встречи», сборник детских стихов «Солнце по дороге», книга волшебных сказок для малышей «Почему-у?». В июле 2009 в Нью-Йорке вышел номер литературного приложения «Литературные берега» к еженедельнику «Русская Америка», целиком составленный из стихов и прозы Анны для детей. Детские книги, выпущенные московским издательством «Нонпарел», были номинированы на IV Всероссийский конкурс «Просвещение через книгу» и вошли в «лонг-лист» премии (Москва, ноябрь 2009), а детские рассказы «Сашкины истории» вошли в лонг-лист Третьего Международного фестиваля «Литературная Вена 2010».
Участник XII и XIII Международных литературно-образовательных чтений в Польше (Гданьск, июнь 2009, 2010), Второго и Третьего Международных фестивалей «Литературная Вена» (Австрия, октябрь 2009, 1010), ответственный секретарь оргкомитета по подготовке Второго Международного литературного фестиваля «Русские Мифы» в Черногории (май 2010), участник Четвёртого Международного литературного фестиваля «Русские Мифы» в Черногории (июнь 2012), советник по вопросам литературы генерального директора Российского агентства развития информационного общества (РАРИО), член Коллегии РАРИО, член неформальной «Группы друзей Конвенции ООН о правах инвалидов» при Информационном центре ООН в Москве, ориентированной на содействие формированию информационного общества в Российской Федерации с учётом интересов и возможностей лиц с ограниченными возможностями.
Лауреат международного поэтического конкурса «Звезда полей» имени Николая Рубцова, 2010.
В декабре 2010 года «за достижения в литературном творчестве» по итогам закрытого конкурса в числе 105-и московских писателей и общественных деятелей включена в возрождающееся общество имени А. П. Чехова при Московской городской организации Союза писателей России и Союзе писателей-переводчиков (МГО СПР и СПП). Награждена медалью МГО СПР и СПП «А. П. Чехов» за вклад в развитие традиций отечественной детской литературы.
Замужем. Воспитывает шестерых детей.

## Некоторые публикации
- Нетунаева А. А. Подборка стихов «Медея» // Поэтический альманах «На крыльях Пегаса» — М.: ГУ «Московский дом национальностей», 2000—160 с.
- Анна Нетунаева, Анжелика Волкова. Флаг «Гаранта» на самой высокой точке Африки // «Страна Гарантия» — М., 2008. — № 1.
- Ana Netunaeva. Barnis // Literaturnis-kulturnis almanachas «Baltija» — Klaipeda: 2010. — 171 p. — ISSN 02358409 (лит.);
- Нетунаева Анна. Семья в России на краю пропасти // Ювенальная юстиция // Информационно-аналитическая служба «Русская народная линия» (ruskline.ru), 18.03.2010. Архивная копия от 3 декабря 2011 на Wayback Machine
- Нетунаева А. А. Содержательно-символический образ Великой Отечественной войны в современной детской литературе // Сборник материалов научно-практической конференции «Воспитательный потенциал Великой Победы и его реализации в учебно-воспитательном процессе образовательных учреждений к 65-летию Победы советского народа в Великой Отечественной войне» 29 апреля 2010 — М.: Институт семьи и воспитания Российской академии образования, 2010.
- Нетунаева Анна. Не хочешь быть неучем — плати? // Информационно-аналитическая служба «Русская народная линия» (ruskline.ru), 30.04.2010. Архивная копия от 12 июня 2011 на Wayback Machine
- Нетунаева Анна. Чудо. От ожидания до встречи. // Интернет-журнал молодых писателей России «Пролог» (www.ijp.ru), июль 2010.
- Нетунаева А. А. Что интересного можно найти среди цветов? // Журнал для детей и школьников «Клёпа» — М., 2010 — № 9.
- Анна Нетунаева. Сашкины истории // Литературно-публицистический журнал «Западная Двина» — Минск, февраль 2011. — № 1(15).
- Нетунаева Анна. Дети, муж и стихи // Лики женщин // Журнал «Наука и религия» — М., 2011. — № 3.
- Нетунаева А. А., Журавлева Е. К. Австралия и Франция — за процветание семьи. А мы? // Журнал «Национальные проекты» — М., 2011. — № 9 (63).
- Горбенко Д. Т., Нетунаева А. А. Выходной или праздник? // Интернет-проект Макспарк (Maxpark.com), 03.11.2011.
- Нетунаева Анна. Гуманитарные аспекты сетевого общения. Текст доклада на конференции «Компьютерные технологии в библиотечно-информационных системах», Московский государственный университет им. М. А. Шолохова, 11 ноября 2011 года // Информационно-дискуссионный портал Newsland.ru, 17.11.2011.
- Анна Нетунаева Вот вам и подробности, извольте! // Интернет-проект Макспарк (Maxpark.com), 17.11.2011.
- Анна Нетунаева Шансон на дне… (Рецензия на спектакль «Русский шансон» Театра киноактера на Поварской) // Интернет-проект Макспарк (Maxpark.com), 25.11.2011.
- Анна Нетунаева Утро вечера — мудренее (Рецензия на книгу Людмилы Дунаевой «ДОЖДЬ» — М.: Изд-во «Никея», 2011.) // Интернет-проект Макспарк (Maxpark.com), 02.02.2012; Детский книжный клуб «Библиоша» // facebook.com  (Дата обращения: 22 мая 2012).
- Анна Нетунаева Книги, которые лучше не читать даже в другой жизни // gidepark.ru, 17.02.2012. // Информационно-дискуссионный портал Newsland.ru, 18.02.2012.